# Achillea collina
Achillea collina là một loài thực vật có hoa trong họ Cúc. Loài này được (Becker ex Rchb.f.) Heimerl mô tả khoa học đầu tiên năm 1883.